# Dendrobium pseudotenellum
Dendrobium pseudotenellum là một loài thực vật có hoa trong họ Lan. Loài này được Guillaumin mô tả khoa học đầu tiên năm 1965.